# Мыс судьи Дэйли
Мыс судьи Дэйли — мыс на восточном побережье острова Элсмир, Кикиктаалук, канадская территория Нунавут. С востока омывается водами пролива Нэрса и бассейна Холла, с севера заливом Леди-Франклин. Северная оконечность носит название мыс Бэрд (Cape Baird).

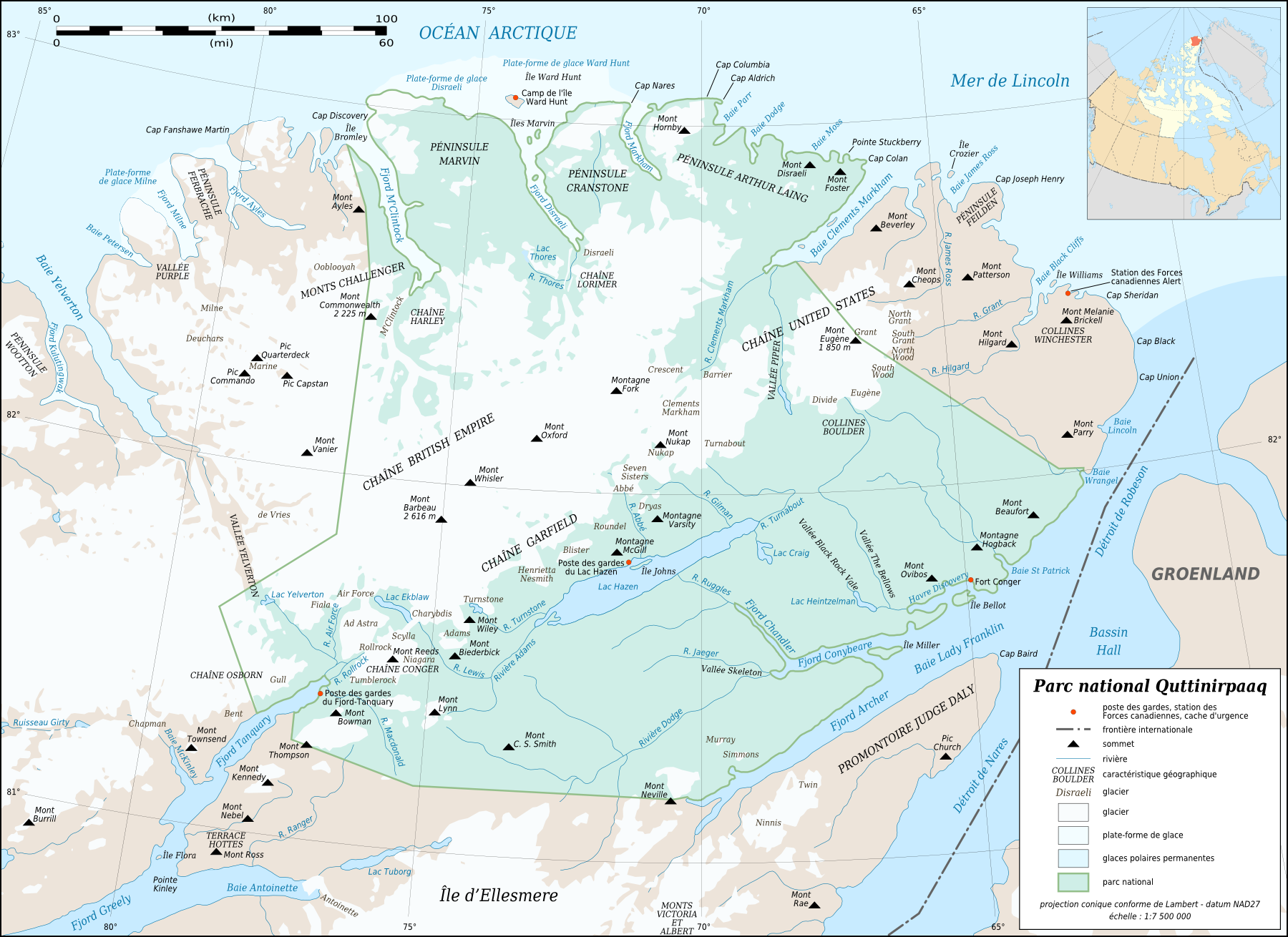
Карта национального парка Куттинирпаак с изображением мыса судьи Дейли к югу от форта Конгер.

Назван в честь судьи Чарльза Дейли — четвёртого президента Американского географического общества и члена-основателя Арктического клуба Пири.